# Duriatitan
Duriatitan („tytan z Dorset”) – rodzaj zauropoda z kladu Titanosauriformes żyjącego w późnej jurze (kimeryd) na terenach dzisiejszej Europy. Gatunkiem typowym jest opisany w 1874 r. przez Johna Hulke D. humerocristatus; jego holotypem jest lewa kość ramienna oznaczona NHMUK 44635, odkryta w osadach formacji Kimmeridge Clay w angielskim hrabstwie Dorset. Richard Lydekker (1888) uznał, że do przedstawiciela tego gatunku należała też część prawej kości łonowej oznaczona NHMUK 49165, znaleziona w pobliżu miejsca odkrycia holotypu; według Barretta, Bensona i Upchurcha (2010) nie ma jednak możliwości stwierdzenia, czy rzeczywiście obie kości reprezentują ten sam gatunek. Hulke zaliczył ten gatunek do rodzaju Cetiosaurus (którego nazwę błędnie zapisał jako Ceteosaurus); niektórzy późniejsi autorzy zaliczali ten gatunek do rodzaju Ornithopsis lub do rodzaju Pelorosaurus. Lydekker (1888) zasugerował też, trzy gatunki angielskich zauropodów - Gigantosaurus megalonyx, Ornithopsis leedsi i właśnie „Cetiosaurus” humerocristatus - mogą być w rzeczywistości jednym i tym samym gatunkiem; nie można jednak tego potwierdzić, ponieważ kości ramienne G. megalonyx i O. leedsi nie są znane, co uniemożliwia porównania. Upchurch i Martin (2003), Upchurch, Barrett i Dodson (2004) oraz Naish i Martill (2007) uznali „C.” humerocristatus za ważny takson prawdopodobnie należący do rodziny Brachiosauridae; Naish i Martill wskazali też na konieczność nadania temu gatunkowi nowej nazwy rodzajowej. Barrett, Benson i Upchurch (2010) na podstawie różnic w budowie kości ramiennej wykluczyli przynależność tego gatunku do rodzajów Cetiosaurus i Pelorosaurus i zaliczyli go do odrębnego rodzaju, nazwanego przez nich Duriatitan; autorzy nie byli jednak w stanie potwierdzić jego przynależności do Brachiosauridae i ograniczyli się do sklasyfikowania go jako bazalnego przedstawiciela kladu Titanosauriformes.